# Grössjön, Västerbotten
Grössjön är en grund sjö i Grössjöns naturreservat, cirka 3–4 kilometer sydöst om Umeå, som ingår i Tavelån-Umeälvens kustområde. Sjön har en area på 0,276 kvadratkilometer och ligger 33,9 meter över havet.
Vid sjön finns en ganska stor population av bisam. Sjön är ett populärt utflyktsmål för fågelskådare. Här finns svarthakedopping och grönbena och här brukar även sångsvanar häcka. På sjöns sydvästra strand finns ett fågeltorn.
Sjön har tidigare varit djupare, men i försök att vinna odlingsmark har den sänkts. Tidigare strandlinjer kan ses en bit in i skogen runt sjön.
Namnet kommer från ordet gröss som betyder stenhop.

## Delavrinningsområde
Grössjön ingår i delavrinningsområde (708320-172440) som SMHI kallar för Mynnar i Holmsjöbäcken. Medelhöjden är 31 meter över havet och ytan är 4,55 kvadratkilometer. Det finns inga avrinningsområden uppströms utan avrinningsområdet är högsta punkten. Vattendraget som avvattnar avrinningsområdet har biflödesordning 3, vilket innebär att vattnet flödar genom totalt 3 vattendrag innan det når havet efter 1,6 kilometer. Avrinningsområdet består mestadels av skog (81 procent). Avrinningsområdet har 0,28 kvadratkilometer vattenytor vilket ger det en sjöprocent på 6,1 procent.